# Euxoa specialis
Euxoa specialis är en fjärilsart som beskrevs av Augustus Radcliffe Grote 1874. Euxoa specialis ingår i släktet Euxoa och familjen nattflyn. Inga underarter finns listade i Catalogue of Life.